# ВЛКСМ (село)
ВЛКСМ (кирг. ВЛКСМ) — село в Кара-Сууском районе Ошской области Кыргызстана. Входит в состав Наримановского айылного аймака.

## География
Село расположено в северо-западной части области, на правом берегу реки Ак-Буура, вблизи государственной границы с Узбекистаном, на расстоянии приблизительно 14 километров (по прямой) к юго-западу от города Кара-Суу, административного центра района. Абсолютная высота — 897 метров над уровнем моря.

## Население
Согласно оценочным данным Национального статистического комитета Кыргызской Республики, численность населения села на начало 2024 года составляла 5018 человек.
| год     | 2009 | 2014 | 2015 | 2020 | 2021 | 2023 | 2024 |
| ------- | ---- | ---- | ---- | ---- | ---- | ---- | ---- |
| человек | 3858 | 3780 | 3846 | 4674 | 4769 | 4933 | 5018 |